# 民主联盟 (匈牙利)
民主联盟（匈牙利語：Demokratikus Koalíció，缩写为DK）是匈牙利的一个政党。该党成立于2011年10月22日，分裂自匈牙利社会党。该党的意识形态是社会自由主义、自由主义、亲欧洲主义。该党的政治立场是中间偏左。该党的领袖是久尔恰尼·费伦茨。